# 亞美尼亞民主黨
亞美尼亞民主黨（亞美尼亞語: Հայաստանի Դեմոկրատական Կուսակցություն）是亞美尼亞的一個民主社會主義政黨。该黨由阿拉姆·加斯帕里·薩爾基相於1991年建立，前身是亚美尼亚共产党。 

## 歷史
亞美尼亞民主黨參加了1999年亞美尼亞議會選舉，僅獲得0.98%的選票。
亞美尼亞民主黨在2003年亞美尼亞總統選舉中提名阿拉姆·加斯帕里·薩爾基相為其候選人。阿拉姆·加斯帕里·薩爾基相獲得0.21%的選票。
亞美尼亞民主黨參加了2007年亞美尼亞議會選舉後沒有獲得亞美尼亞國民議會的任何席位，因為該黨之得票率未能超過5%的最低門檻，僅獲得0.27%的選票。
亞美尼亞民主黨參加了2012年亞美尼亞議會選舉，僅獲得0.37%的選票。 
亞美尼亞民主黨黨支持塞爾基·薩奇席恩參加2013年亞美尼亞總統選舉。
亞美尼亞民主黨決定不參加2018年亞美尼亞議會選舉。
亞美尼亞民主黨參加了2021年亞美尼亞議會選舉。選舉後，該黨僅獲得了0.39%的選票，未能在亞美尼亞國民議會中贏得任何席位。 
目前亞美尼亞民主黨在亞美尼亞國民議會中沒有任何席位，作為亞美尼亞國民議會外的反對黨而存在。

## 活動
2019年6月，亞美尼亞民主黨代表與亞美尼亞總統阿曼·薩奇席恩舉行會談。